# 低コピー数解析
低コピー数解析（ていこぴーかいせき、Low copy number; LCN）はDNA型鑑定の一種。ごく少量の遺伝物質からDNAプロファイルを得る技術で、イギリスのForensic Science Service（FSS）が開発した。

## 概要
1990年代後半にFSS社によって開発され、以来2万件を超える重大な刑事事件に用いられている。現在この技術を捜査に利用できる国はイギリス、ニュージーランド、オランダなどごく少数。

## 信憑性
2006年にイギリスで発生したPeter Hoe事件でこの技術が使用されたが、研究者や法律関係者から多くの議論がなされた。これで得られるDNAプロファイルは再現性が薄いうえに汚染されやすく、科学的に正確だという根拠がまったくないためである。